# Municipio de Mill Bayou
El municipio de Mill Bayou (en inglés: Mill Bayou Township) es un municipio ubicado en el condado de Arkansas en el estado estadounidense de Arkansas. En el año 2010 tenía una población de 550 habitantes y una densidad poblacional de 3,39 personas por km².

## Geografía
El municipio de Mill Bayou se encuentra ubicado en las coordenadas 34°25′27″N 91°27′42″O / 34.42417, -91.46167. Según la Oficina del Censo de los Estados Unidos, el municipio tiene una superficie total de 162.24 km², de la cual 153,15 km² corresponden a tierra firme y (5,61 %) 9,1 km² es agua.

## Demografía
Según el censo de 2010, había 550 personas residiendo en el municipio de Mill Bayou. La densidad de población era de 3,39 hab./km². De los 550 habitantes, el municipio de Mill Bayou estaba compuesto por el 95,09 % blancos, el 3,82 % eran afroamericanos, el 0,18 % eran isleños del Pacífico y el 0,91 % eran de una mezcla de razas. Del total de la población el 0 % eran hispanos o latinos de cualquier raza.